# Georgia Stanway
Georgia Stanway, född 3 januari 1999 i Barrow-in-Furness, är en engelsk fotbollsspelare (anfallare/mittfältare) som representerar Bayern München och det engelska landslaget. Stanway har tidigare spelat för Manchester City. Hon var en del av det engelska landslag som spelade i VM i Frankrike år 2019 och EM i England år 2022.